# Thomas Bushnell
Thomas Bushnell, BSG (ur. 13 grudnia 1967) — amerykański zakonnik anglikański, główny architekt i konstruktor jądra GNU Hurd, aktualnie członek Projektu Debian. Przed wstąpieniem do zakonu znany jako Michael Bushnell. 
Obecnie mieszka w północnej Wirginii.